# Lütfiye, Mihalıçcık
Lütfiye là một xã thuộc huyện Mihalıçcık, tỉnh Eskişehir, Thổ Nhĩ Kỳ. Dân số thời điểm năm 2011 là 100 người.